# Дойна (Кагульський район)
До́йна (рум. Doina) — село в Кагульському районі Молдови, є центром комуни, до якої також відносяться села Румянцев та Ясна Поляна.
Село розташоване у верхів'ях річки Велика Салча.
Згідно з переписом населення 2004 року у селі проживало 254 українця (21%).